# Razihi
Le razihi (Rāziḥī) est une langue sémitique du sud parlée par au moins 62 900 personnes à proximité du mont Razih (Jabal Razih), à l'extrême nord-ouest du Yémen. Avec le faifi, c'est peut-être le seul descendant survivant du sudarabique ancien.

## Locuteurs
Le razihi est parlé dans le Jabal Razih, une montagne située à l'ouest de la ville de Sa'dah, dont le plus haut sommet, Jabal Hurum, culmine à 2 790 mètres. La population du Jabal Razih était d'environ 25 000 habitants dans les années 1970 et est estimée à beaucoup plus[Combien ?] aujourd'hui[Quand ?]. eon Ethnologue, il y avait 62 900 locuteurs du razihi en 2004. 

## Phonologie
Le razihi présente une assimilation à grande échelle des consonnes coronales dans les mots. Contrairement à l'arabe, il ne se limite pas aux obstruantes mais inclut les sonantes, le plus important /n/ comme on peut le voir dans des mots tels que ssān, « homme », et ssānah, « femme », qui sont des mots apparentés à l'arabe insān, "la personne". L' assimilation des consonnes nasales était une caractéristique à la fois de l'ancien nord-arabe et du sudarabique ancien, mais ne se trouve dans aucun dialecte arabe. Le razihi possède également un grand nombre d'éléments de vocabulaire de base non arabes, de prépositions et d'autres formes grammaticales. 
Contrairement aux dialectes arabes yéménites, le razihi n'autorise jamais les groupes de consonnes finales (-CC). 
La syncope, ou la suppression, des voyelles hautes /i/ et /u/ est un phénomène courant en razihi
- - wāḥdah – 'one f.' (/wāḥid + ah/)
  - wiṣlū – 'they m. arrived' (/wiṣil + ū/)
  - gibẓūhim – 'they m. seized them m.' (/gibiẓ + ū + him/)[5]

En arabe classique :
- š correspond au razihi /ɬ/ et à son corrélat emphatique.
- ḍ correspond au général yéménite /ð/ dans les mots récents mais /tɬ/ dans les mots plus anciens[1].